# 小眼土魟
小眼土魟（学名：Dasyatis microphthalmus）为魟科魟屬的鱼类。分布于台湾海峡和东海南部等。该物种的模式产地在基隆。

## 扩展阅读
維基物種上的相關：小眼土魟